# 長閑の庭
『長閑の庭』（のどかのにわ、Schӧner, Ruhiger Garten）は、アキヤマ香による日本の漫画作品。『Kiss』（講談社）にて2014年3月号から2019年5月号まで連載、講談社KC Kissより刊行された。全7巻。23歳の大学院生と64歳の教授の「年の差恋愛」を描いたラブストーリー。
NHK BSプレミアム「プレミアムドラマ」にて実写ドラマ化され、2019年6月2日から23日まで放送された。

## あらすじ
ドイツ語専攻の大学院生・朝比奈元子は、メルヘンな可愛いものが好きだが、周りから大人っぽいしっかり者と見られていることをよく知っていたため、可愛いものを身に着ける勇気が出ず、いつも黒い服を好んで着ていたため、ドイツ語で「黒」を意味する「シュバルツさん」というあだ名で呼ばれていた。ある日、担当教授の榊に「君の日本語は美しい」と褒められて以来、榊のことが気になる。榊もまた、元子の好意を感じ取るが、40歳以上も年下の女性相手に何を考えているのかと思い直し、それは恋ではなく師弟愛だと元子に伝え、「好きとその分類」についてドイツ語でレポートを提出するようにと課題を与える。

## 登場人物
朝比奈 元子
K大学大学院ドイツ文学専攻1年。可愛いものが好きだが、小さい頃から大人っぽい、しっかり者と言われ、イメージに合わないものを避けるうちに、黒系のものばかり身に着けるようになり、「シュバルツさん」「シュバちゃん」などと、ドイツ語で「黒」を意味するあだ名を付けられる。人付き合いも苦手で、同い年の子にも敬語で話してしまう。
飲み会で酒を断り、ノリが悪いと言われていたところを庇い、且つ論文を読んで「君の日本語は美しい」と言ってくれた榊教授に恋をする。
榊 郁夫
K大学ドイツ文学科教授。64歳。いつも苦虫を噛み潰したような顔をしている。
田中 蓮
K大学ドイツ文学科助手。人嫌いで堅物だと思っていた元子の思わぬ笑顔を見て以来、気になっており、度々元子をからかっている。
富岡 樹里
ドイツ語専攻の元子の同級生。可愛いものがよく似合う。田中に片思い中。
朝霧 翠
榊の元妻でドイツ舞踊研究者。「朝霧リョク」のペンネームで小説なども執筆する。K大学院の臨時教員に就任。底抜けに明るくパワフル。

## 書誌情報
- アキヤマ香 『長閑の庭』 講談社〈KC Kiss〉、全7巻
  1. 2014年10月10日発売[5]、ISBN 978-4-06-340938-3
  2. 2015年4月13日発売[6]、ISBN 978-4-06-340953-6
  3. 2015年12月11日発売[7]、ISBN 978-4-06-340976-5
    - 番外編「メリーゴーランドの憂鬱」（『ハツキス』2015年11月号）収録

  4. 2016年10月13日発売[8]、ISBN 978-4-06-340999-4
  5. 2017年8月10日発売[9]、ISBN 978-4-06-398030-1
  6. 2018年7月13日発売[10]、ISBN 978-4-06-512464-2
  7. 2019年5月13日発売[11]、ISBN 978-4-06-515549-3

## テレビドラマ
NHK BSプレミアム「プレミアムドラマ」にて2019年6月2日から23日まで放送された。連続4回。
NHK BS4Kにて2019年5月29日から6月19日まで毎週水曜日の20時40分から21時30分に先行放送された。

### キャスト
- 朝比奈元子 - 橋本愛
- 田中蓮 - 工藤阿須加[12]
- 富岡樹里 - 中村ゆりか[12]
- 沖野由美香 - 木本花音[13]
- 朝比奈芳子 - 西田尚美[12]
- 安藤医師 - 綾田俊樹
- 朝比奈元春 - 平泉成[12]
- 朝霧翠 - 斉藤由貴[12]
- 榊郁夫 - 田中泯

### スタッフ
- 原作 - アキヤマ香『長閑の庭』
- 脚本 - 荒井修子、大林利江子
- 音楽 - コトリンゴ
- 主題歌 - ロザリーナ「ボクラノカタチ」[4]
- 演出 - 谷口正晃、山内宗信
- 制作統括 - 谷口卓敬、黒沢淳[14]
- プロデューサー - 野田健太[14]

### 放送日程
| 各回   | 放送日  | サブタイトル             | ラテ欄                                   | 脚本       | 演出     |
| ------ | ------- | ------------------------ | ---------------------------------------- | ---------- | -------- |
| 第1回  | 6月02日 | これは恋だと思うのですが | この気持ちは恋? 年の差恋愛未満ストーリー | 荒井修子   | 谷口正晃 |
| 第2回  | 6月09日 | 嫉妬など無くせはしない   | 切ない思いが募る湖畔の合宿・新展開!      | 荒井修子   | 山内宗信 |
| 第3回  | 6月16日 | 愚かになってください     | 新たな一歩、元子の恋の努力               | 大林利江子 | 谷口正晃 |
| 最終回 | 6月23日 | 恋は一本の鎖             | 二人の最後の選択                         | 荒井修子   | 谷口正晃 |

| NHK BSプレミアム プレミアムドラマ     | NHK BSプレミアム プレミアムドラマ   | NHK BSプレミアム プレミアムドラマ                |
| 前番組                                | 番組名                              | 次番組                                           |
| ------------------------------------- | ----------------------------------- | ------------------------------------------------ |
| おしい刑事 （2019年5月5日 - 5月26日） | 長閑の庭 （2019年6月2日 - 6月23日） | ベビーシッター・ギン! （2019年6月30日 - 9月1日） |